# سیارک ۲۱۴۶۴
سیارک ۲۱۴۶۴ (به انگلیسی: 21464 Chinaroonchai، نامگذاری:1998HH88) بیست و یک هزار و چهارصد و شصت و چهارمین سیارک کشف شده‌است که در ۲۱ آوریل ۱۹۹۸ کشف شد.
قدر مطلق سیارک برابر ۱۱.۷ است.